# فرودگاه پارینتینس
فرودگاه پارینتینس (به انگلیسی: Parintins Airport) (به زبان بومی: Aeroporto Júlio Belém) یک فرودگاه همگانی مسافربری با کد یاتا PIN است که یک باند فرود آسفالت دارد و طول باند آن ۱۸۰۰ متر است. این فرودگاه در کشور برزیل قرار دارد و در ارتفاع ۲۶ متری از سطح دریا واقع شده است.

## شرکت‌های هواپیمایی و مقصدهای پروازی
| شرکت‌های هواپیمایی     | مقصدهای پروازی                                                                           |
| --------------------- | ---------------------------------------------------------------------------------------- |
| آزول برزیلین ایرلاینز | آلتمیرا، ول د کائس، ایتایتوبا، ادواردو گومز، پورتو ترومبتاس، سانتارم استاد ویلسون فونسکا |
| MAP Linhas Aéreas     | آلتمیرا، ول د کائس، ادواردو گومز، سانتارم استاد ویلسون فونسکا                            |